# VTJ 3rd
VTJ 3rd（ブイティージェー・サード）は、日本の総合格闘技団体「VTJ」の大会の一つ。2013年10月5日、東京都大田区の大田区総合体育館で開催された。
次回はVTJ 4thとして2014年2月23日に大田区総合体育館で開催することが発表された。

## 大会概要
メインイベントは日本女子格闘界を牽引してきた藤井惠の引退試合が行われた。
本大会は宇野薫、所英男、リオン武日本格闘技会のオールスター戦のような豪華な選手が揃った。
また修斗の新鋭佐々木憂流迦が緊急参戦し注目を集めた
藤井の引退試合は偶発的なサミングによりドクターストップによりTKO負けとなったが、後日、試合停止の理由が「偶発的な反則行為による負傷」だっため負傷判定（テクニカルデシジョン）に裁定が変更された。

## 試合結果
オープニングファイト 115ポンド（52.2kg）契約 3分3R
○  澤田龍人 vs.  HIRO ×
3R終了 判定3-0
第1試合 165ポンド（74.8kg）契約 3分3R
○  松本光央 vs.  宇良健吾 ×
3R終了 判定3-0
第2試合 145ポンド（65.8kg）契約 5分3R
○  西浦"ウィッキー"聡生 vs.  大澤茂樹 ×
3R終了 判定3-0
第3試合 135ポンド（61.2kg）契約 5分3R
○  根津優太 vs.  手塚基伸 ×
3R終了 判定3-0
第4試合 155ポンド（70.3kg）契約 5分3R
○  小谷直之 vs.  星野大介 ×
1R 3:57 腕ひしぎ十字固め
第5試合 138ポンド（63kg）契約 5分3R
○  佐々木憂流迦 vs.  パク・グンド ×
1R 1:36 リアネイキドチョーク
第6試合 145ポンド（65.8kg）契約 5分3R
○  矢地祐介 vs.  リオン武 ×
3R終了 判定3-0
第7試合 126ポンド（57.2kg）契約 5分3R
○  ウィル・カンプザーノ vs.  所英男 ×
3R終了 判定2-1
第8試合 145ポンド（65.8kg）契約 5分3R
○  宇野薫 vs.  ダニエル・ロメロ ×
2R 2:25 ネックロック
第9試合 115ポンド（52.2kg）契約 5分3R
○  ジェシカ・アギラー vs.  藤井恵 ×
2R終了時 負傷判定2-0